# Taisha
Taisha ist eine Ortschaft und die einzige Parroquia urbana im Kanton Taisha der ecuadorianischen Provinz Morona Santiago. Die Parroquia besitzt eine Fläche von etwa 1661 km². Beim Zensus 2010 wurden 5949 Einwohner gezählt. Davon lebten 1036 Einwohner im Hauptort. Die Bevölkerung besteht aus Angehörigen der indigenen Volksgruppe der Shuar.

## Lage
Die Parroquia Taisha liegt am Übergang vom Amazonastiefland zur vorandinen Zone. Der Río Cushuimi, ein rechter Nebenfluss des Río Cangaime, fließt entlang der westlichen Verwaltungsgrenze nach Süden. Im Nordosten reicht das Verwaltungsgebiet bis zum Río Pastaza. Die Flüsse Río Cangaime, Río Macuma und Río Huasaga durchqueren das Gebiet in südlichen bis südöstlichen Richtungen. Der etwa 460 m hoch gelegene Hauptort Taisha befindet sich 69 km ostsüdöstlich der Provinzhauptstadt Macas. Eine etwa 75 km lange Piste verbindet den Ort mit der Fernstraße E45 (Macas–Puyo). Taisha verfügt über einen Flugplatz.
Die Parroquia Taisha grenzt im Nordosten an die Provinz Pastaza mit der Parroquia Sarayacu (Kanton Pastaza), im Osten und im Südosten an die Parroquias Huasaga und Pumpuentsa, im Süden an die Parroquia Tuutinentza, im Westen an die Parroquia Sevilla Don Bosco (Kanton Morona) sowie im Norden an die Parroquia Macuma.

## Orte und Siedlungen
In der Parroquia Taisha gibt es 36 Comunidades.

## Geschichte
Mit der Schaffung des Kantons Taisha am 28. Juni 1996 wurde Taisha eine Parroquia urbana und Sitz der Kantonsverwaltung.